# Nghị quyết 1701 của Hội đồng Bảo an Liên Hợp Quốc
Nghị quyết 1701 của Hội đồng Bảo an Liên Hợp Quốc là một nghị quyết nhằm giải quyết cuộc xung đột Israel-Liban năm 2006. Nghị quyết này đã được Hội đồng Bảo an nhất trí thông qua ngày 10 tháng 12 năm 2006. Nội các Liban (trong đó có hai thành viên Hezbollah) đã chấp nhận Nghị quyết này ngày 12 tháng 8 năm 2006. Cùng ngày, Lãnh tụ Hezbollah Hassan Nasrallah nói rằng lực lượng của ông sẽ tôn trọng thỏa thuận ngừng bắn. Ông cũng nói rằng khi các cuộc tấn công của Israel dừng lại, các hoạt động đáp trả của Hezbollah cũng kết thúc. Ngày 12tháng 12 nội các Israel đã bỏ phiếu với tỉ lệ 24-0 cho Nghị quyết (1 người bỏ phiếu trắng). Thỏa thuận ngừng bắn của Liên Hợp Quốc bắt đầu có hiệu lực từ ngày thứ Hai 12tháng 10 năm 2008 lúc 9:00 sáng, giờ địa phương sau những cuộc tấn công dữ dội của cả hai bên. Tóm tắt của Nghị quyết:
- Đình chiến hoàn toàn (OP1)[1]
- Israel rút hết quân ở Liban song song với việc lính Liban và UNIFIL triển khai ở miền Nam Liban (OP2)[1]
- Thực hiện các điều khoản liên quan của Taif Accords và các nghị quyết 1559 và 1680 thúc giục Liban đẩy nhanh tiến độ giải giáp Hezbollah. (OP3)[1]
- Dành quyền kiểm soát Liban cho chính phủ Liban (OP3)[1]
- Không có các lực lượng bán quân sự, kể cả của Hezbollah, ở phía Nam sông Litani (OP8).[1]

## Bối cảnh
Nghị quyết này dựa trên bản dự thảo được Pháp và Hoa Kỳ khởi thảo. Nghị quyết ban đầu đề xuất sự "đình chiến hoàn toàn" giữa Israel và Hezbollah, nhưng đã bị Liban và Liên minh Ả Rập chỉ trích kịch liệt vì đã không yêu cầu Israel rút quân khỏi nam Liban ngay lập tức và cho phép Israel tiếp tục "các chiến dịch phòng thủ," do Israel giải thích rằng toàn bộ cuộc chiến tranh là một "chiến dịch phòng thủ."
Liban và Liên minh Ả rập thúc ép để có được các phần của Kế hoạch Siniora, được chính phủ Liban đề xuất ngày 27 tháng 7, đã được bao gồm trong bản dự thảo.
Nghị quyết nhấn mạnh sự cần thiết của việc giải thoát không điều kiện các binh lính Israel bị bắt cóc nhưng không đả động tới việc trả tự do ngay lập tức cho các tù bình Liban.
Một phái đoàn từ Liên minh Arập đã bay tới thành phố New York ngày 8 tháng 8 và gặp gỡ nhiều đại diện của Liên Hợp Quốc và các kiến trúc sư của bản dự thảo, Pháp và Hoa Kỳ. Đây là kết quả của sự thay đổi vị trí của Pháp và cuối cùng đã làm thay đổi bản dự thảo.
Sự khác nhau chính với bản dự thảo ban đầu là 15.000 lính được điều động từ Quân đội Liban có vai trò trung tâm, được lực lượng UNIFIL tăng cường (từ 2.000 lên đến 15.000 lính) hỗ trợ họ trong việc thực hiện các điều khoản liên quan của Taif Accords và các nghị quyết 1559 và 1680 (ngày 17 tháng 5 năm 2006); thúc giục Liban đẩy nhanh quá trình giải giáp Hezbollah; và thúc giục Syria phối hợp Liban thực hiện việc này cùng với ổn định đường biên giới chung giữa hai bên, (chẳng hạn Shebaa Farms). Nghị quyết cũng xác định rõ Liban quyết định khi nào và nếu họ yêu cầu sự trợ giúp của UNIFIL trong việc thực hiện những vấn đề này. Nghị quyết cũng nói rằng các lực lượng Israel sẽ rút quân song song với quá trình lực lượng phối hợp giữa Liban và UNIFIL di chuyển vào vùng xung đột, không có lực lượng bán quân sự nào, kể cả Hezbollah được có mặt ở phía Nam sông Litani (OP8).
Không giống với 1559, 1701 không xác định việc giải giáp Hezbollah hoặc các lực lượng dân quân khác là điều kiện tiên quyết cho thỏa thuận ngừng bắn, nhưng Nghị quyết này nêu rõ rằng 1559 cần phải được thực thi đầy đủ. Các lực lượng gìn giữ hòa bình cho biết họ sẽ chỉ tiến vào Nam Liban nếu chỉ có họ và quân đội Liban là các lực lượng quân sự. Ngoại trưởng Israel Tzipi Livni cho rằng quân đội Israel vẫn sẽ ở lại Nam Liban cho đến khi quân đội Liban được triển khai cùng với sự hỗ trợ của lực lượng đa quốc gia của Liên Hợp Quốc, tránh tình trạng thiếu vắng lực lượng quân sự. Nghị quyết nhấn mạnh sự cần thiết của việc giải thoát vô điều kiện những người lính Israel bị Hezbollah bắt cóc.

## Các phản ứng ban đầu
Các nhà lãnh đạo trên thế giới ca ngợi thỏa thuận này nhưng vẫn lưu ý rằng đây vẫn chưa phải là kết thúc cuộc xung đột.
Nội các Liban nhất trí thông qua các điều khoản vào ngày 12 tháng 8, nhưng ngày hôm sau đã hoãn mọi cuộc họp thảo luận về việc thực thi. Một người phát ngôn cho Fouad Siniora cho biết cuộc họp đã bị hoãn vô thời hạn để "thảo luận rộng rãi hơn". Một bộ trưởng không rõ tên đã nói với AFP: "Đây là khoảnh khắc của sự thật và họ không muốn từ bỏ vũ khí". Trong bài phát biểu trên kênh truyền hình Al-Manar của Hezbollah ngày 12 tháng 8, Hassan Nasrallah nói: "Chúng tôi sẽ không là sự cản trở cho mọi quyết định của chính phủ Liban".
Chính phủ Israel chấp nhận các điều khoản ngày 13 tháng 8, nhưng không ngừng các hoạt động tấn công cho đến 8:00 sáng (giờ địa phương) ngày 14 tháng 8, khi lệnh ngừng bắn có hiệu lực. Ngày 13 tháng 8, Israel bắt đầu mở rộng chiếm đóng ở Nam Liban để chiếm các vùng đất cao trước khi tuyên bố lệnh ngừng bắn, và đánh bom Liban ít nhất 15 phút trước hạn chót. Theo các bác sĩ cứu thương, ít nhất 9 công dân Liban đã thiệt mạng trong các vụ không kích.
Cùng ngày, Hezbollah phóng 250 quả rocket về phía Israel, nhiều nhất từ khi cuộc chiến xảy ra, làm chết 1 người Israel; các lực lượng của họ tiến hành các trận đánh ác liệt nhất, làm 32 lính Israel thiệt mạng trong khi đó Hezbollah không đưa ra bất kỳ một con số thương vong nào.

## Giải giáp Hezbollah
Nghị quyết kêu gọi "thực thi đầy đủ các điều khoản liên quan của Hiệp ước Taif, và thực thi các nghị quyết 1559 (2004) và 1680 (2006), yêu cầu giải giáp tất cả các nhóm vũ trang ở Liban, theo đúng quyết định của nội các Liban ngày 27 tháng 7 năm 2006, trong đó không có vũ khí và bất kỳ một quyền lực nào khác ngoài nhà nước Liban."
Tuy nhiên, ngày 14 tháng 8, ngày 14 tháng 8, Tổng thư ký Hezbollah Hassan Nasrallah phát biểu trên kênh truyền hình Al-Manar rằng ông không có ý định giải giáp Hezbollah do quân đội Liban chưa đủ mạnh để bảo vệ Liban và Israel hiện thời vẫn đang chiếm giữ Liban. Và những người lính của ông sẽ không thể bị ép buộc giải giáp bởi "đe dọa và áp lực". Ngày 16 tháng 8 năm 2006, quan chức cao cấp của Hezbollah Hassan Fadlallah nhấn mạnh việc giải giáp tổ chức của ông không nằm trong lịch trình.
Tương tự, sau sự chấp nhận nghị quyết, ngày 14 tháng 8 năm 2006 Bộ trưởng Quốc phòng Liban Elias Murr trả lời một cuộc phỏng vấn truyền hình rằng "lực lượng quân đội Liban được triển khai tới Nam Liban không phải để giải giáp Hezbollah."
Về phía Liên Hợp Quốc, ông Kofi Annan khẳng định rằng "giải giáp Hezbollah không phải là nhiệm vụ trực tiếp của Liên Hợp Quốc," họ chỉ có nhiệm vụ giúp đỡ Liban trong việc này.
Về phía mình, Israel khẳng định nếu Hezbollah không bị giải giáp như đã nêu trong Nghị quyết, họ sẽ tái thực hiện các chiến dịch ở Liban.

## Lính Liên Hợp Quốc
Nhiều nước đã cho biết sẵn sàng gửi quân tới Liban, gồm có Pháp (4.000), Ý (2-3.000), Malaysia (1.000), Tây Ban Nha (7-800), Úc, Bỉ, Đức, Indonesia, Maroc, New Zealand, Bồ Đào Nha, và Thổ Nhĩ Kỳ.

## Sự vi phạm thỏa thuận ngừng bắn
Thủ tướng Liban Fouad Siniora đã gọi cuộc đột kích Liban của lính biệt kích Israel ngày 19 tháng 8 năm 2006 là sự vi phạm trắng trợn thỏa thuận ngừng bắn của Hội đồng Bảo an. Người phát ngôn Tổng thư ký Liên Hợp Quốc cho rằng hành động này được mô tả là 'sự vi phạm của phía Israel trong thỏa thuận ngừng bắn được quy định trong Nghị quyết 1701 của Hội đồng Bảo an. Việc này liên quan đến cuộc đột kích của Israel ở phía đông Liban vào ngày thứ Bảy. Theo UNIFIL, các máy bay quân sự Israel cũng rất nhiều lần vi phạm về không phận.' 
Israel cho biết cuộc tấn công đột kích vào một căn cứ của Hezbollah ở phía đông Liban mang tính phòng thủ và được thực hiện để phá hủy nguồn cung cấp vũ khí cho Hezbollah từ phía Syria và Iran.

## Tham chiếu
1. 1 2 3 4 5  UN Security Council Resolution/1701
2. 1 2  "Lebanon conflict intensifies". Financial Times. Truy cập ngày 13 tháng 8 năm 2006. {{Chú thích báo}}: Đã bỏ qua văn bản “date ngày 13 tháng 8 năm 2006” (trợ giúp)
3. ↑  "World governments hail UN resolution". Bangkok Post. ngày 13 tháng 8 năm 2006. Truy cập ngày 13 tháng 8 năm 2006. {{Chú thích báo}}: Kiểm tra giá trị ngày tháng trong: |date= (trợ giúp)
4. ↑  http://www.nytimes.com/2006/08/14/world/middleeast/14cnd-mide.html
5. ↑  "Bản sao đã lưu trữ". Bản gốc lưu trữ ngày 5 tháng 12 năm 2007. Truy cập ngày 18 tháng 8 năm 2006.
6. ↑  "Bản sao đã lưu trữ". Bản gốc lưu trữ ngày 22 tháng 8 năm 2006. Truy cập ngày 18 tháng 8 năm 2006.
7. ↑  "Bản sao đã lưu trữ". Bản gốc lưu trữ ngày 20 tháng 8 năm 2006. Truy cập ngày 18 tháng 8 năm 2006.
8. ↑  "Bản sao đã lưu trữ". Bản gốc lưu trữ ngày 13 tháng 3 năm 2007. Truy cập ngày 18 tháng 8 năm 2006.
9. 1 2  "Annan: Israeli raid in Lebanon violates truce". Ynetnews. ngày 20 tháng 8 năm 2006. Truy cập ngày 20 tháng 8 năm 2006. {{Chú thích báo}}: Kiểm tra giá trị ngày tháng trong: |date= (trợ giúp)
10. ↑  "Statement attributable to the Spokesman of the Secretary-General on Israel and Lebanon". UN.org. ngày 19 tháng 8 năm 2006. Truy cập ngày 19 tháng 8 năm 2006. {{Chú thích web}}: Kiểm tra giá trị ngày tháng trong: |date= (trợ giúp); Liên kết ngoài trong |publisher= (trợ giúp)